# Ливи П. Мортон
Ливи Парсонс Мортон (енгл. Levi Parsons Morton; Шорем, 16. мај 1824 — Рајнбек, 16. мај 1920) је био амерички политичар, који је служио као 22. потпредседник Сједињених Држава у периоду од 1889. до 1893. године, за време мандата председника Бенџамина Харисона. Осим тога је био и представник Њујорка у Представничком дому и 31. гувернер Њујорка.
Мортона је за потпредседника Сједињених Држава кандидовала Републиканска странка. Председнички кандидат Бенџамин Харисон и он су победили на изборима, и Мортон је био на дужности потпредседника од 4. марта 1889. до 4. марта 1893. За време свог мандата, председник Харисон је покушао да донесе изборни закон који би наметнуо гласачка права црнцима на Југу, али Мортон није учинио пуно како би подржао овај закон током блокаде Демократске странке у Сенату. Харисон је окривио Мортона за неуспех доношења закона, и на републиканској конвенцији пред изборе 1892, Мортона је заменио Вајтлоу Рид као потпредседнички кандидат. Харидон и Рид су изгубили на изборима од кандидата демократа, Гровера Кливленда и Адлеја Ј. Стивенсона.
Ливи Мортон је био Гувернер Њујорка између 1895. и 1896. Био је разматран за републиканског кандидата за председника на изборима 1896, али је за кандидата изабран Вилијам Макинли.